# Omloop Het Volk 1978
L'Omloop Het Volk 1978, trentatreesima edizione della corsa, si svolse il 4 marzo per un percorso di 218 km, con partenza ed arrivo a Gent. Fu vinto dal belga Freddy Maertens della squadra Flandria-Velda-Lano davanti agli olandesi Fons van Katwijk e Jan Raas.

## Ordine d'arrivo (Top 10)
| Pos. | Corridore             | Squadra                    | Tempo    |
| ---- | --------------------- | -------------------------- | -------- |
| 1    | Freddy Maertens       | Flandria-Velda-Lano        | 5h07'30" |
| 2    | Fons van Katwijk      | Marc Zeepcentrale-Superia  | s.t.     |
| 3    | Jan Raas              | Ti-Raleigh-Mc Gregor       | s.t.     |
| 4    | André Dierickx        | Ijsboerke-Gios             | s.t.     |
| 5    | Dietrich Thurau       | Ijsboerke-Gios             | s.t.     |
| 6    | Etienne Van der Helst | C&A                        | a 5"     |
| 7    | Ronan De Meyer        | Marc Zeepcentrale- Superia | a 25"    |
| 8    | Guido Van Calster     | C&A                        | a 38"    |
| 9    | Marc Demeyer          | Flandria-Velda-Lano        | s.t.     |
| 10   | Walter Godefroot      | Ijsboerke-Gios             | s.t.     |